# فيوريس 4
فيوريس 4 (بالإنجليزية: Furious 4)‏ ، هي لعبة فيديو من نوع تصويب منظور الشخص الأول، والتي نشرها شركة يوبي سوفت، وقامت محرك الألعاب أنريل إنجن لتصميم اللعبة والمراحل، وتم الإعلان عنها عام 2011م، وذلك عن طريق إلكترونيك إنترتنمنت إكسبو لعروض الألعاب الإلكترونية القادمة، ولكن لم تتم تنزيل اللعبة بعد.

## المصدر
1. ↑  "Brothers in Arms: Furious 4 announced". Shacknews. 2011. مؤرشف من الأصل في 2017-12-13. اطلع عليه بتاريخ 2011-06-08.